# Légion des volontaires français contre le bolchévisme

LVF 1. Modell (linke und rechte Seite)

LVF 2. Modell (linke und rechte Seite)

Die Légion des volontaires français contre le bolchévisme (LVF, französische Freiwilligenlegion gegen den Bolschewismus; bekannt auch als Légion des volontaires français oder Légion anti-bolchévique, deutsche Bezeichnung Infanterie-Regiment 638) wurde am 8. Juli 1941 im von Deutschland besetzten Frankreich aufgestellt, 15 Tage nach Beginn des Unternehmens Barbarossa (deutscher Überfall auf die Sowjetunion) auf Anregung von Jacques Doriot durch Marcel Déat und Marcel Bucard. Eugène Deloncle übernahm den Vorsitz des Exekutivkomitees der LVF. Es gelang nicht, mehr als 3.000 Freiwillige zu werben.
Einsatzschwerpunkt der französischen Legion war der Generalbezirk Weißruthenien. Hier bildete sie einen Teil des deutschen militärischen Besatzungsapparates hinter der Front der Heeresgruppe Mitte, zu dem auch Letten, Ukrainer, Litauer, Ungarn, Slowaken und Spanier gehörten. Die Legion war nicht die größte Gruppe fremdländischer Kollaborateure in Weißrussland, trat aber als fast letzte Einheit den Rückzug an.
Die französische Legion wurde am 23. Juli 1944 offiziell aufgelöst und ging in der Waffen-Grenadier-Brigade der SS „Charlemagne“ (französische Nr. 1) auf.

## Aufstellung

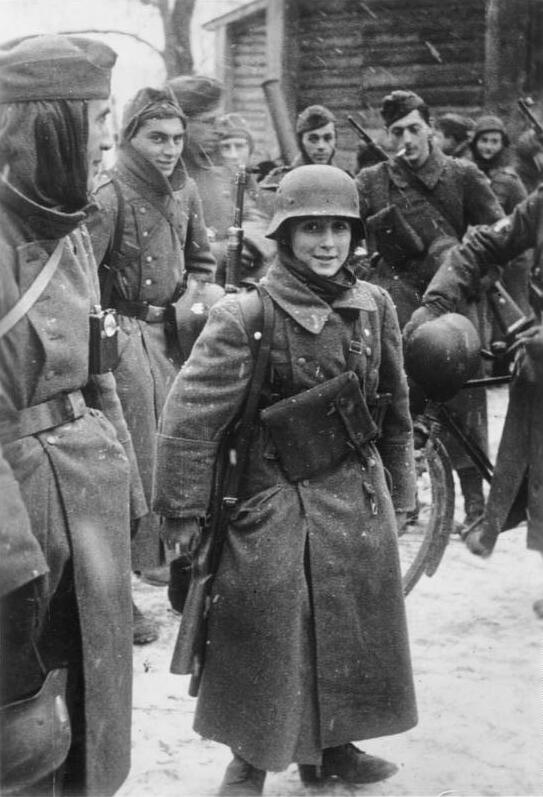
15-jähriger der französischen Legion in der Sowjetunion, Dezember 1941

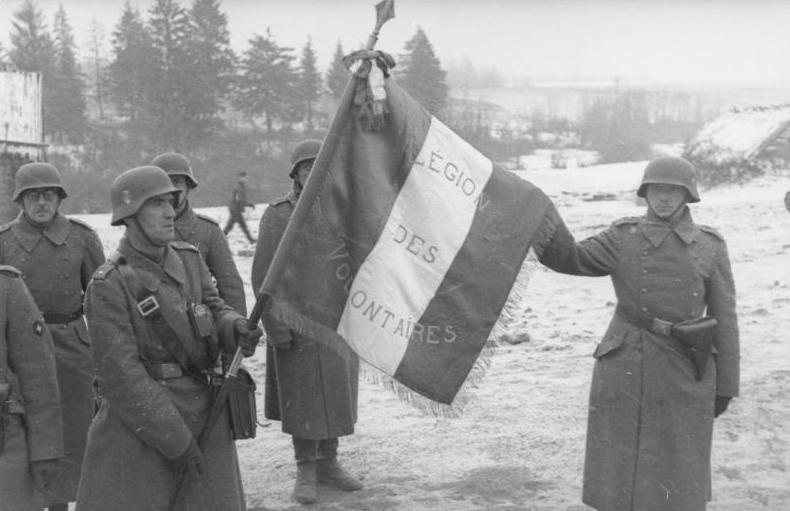
Angehörige der LVF in der Sowjetunion, 1941

Freiwillige wurden über das Rekrutierungsbüro in Paris angeworben. Die ersten wurden zur Ausbildung als Französische SS-Freiwilligen-Sturmbrigade ins Elsass geschickt. Die Offiziere wurden in den SS-Junkerschulen, die Unteroffiziere an Unterführerschulen ausgebildet. Die Hälfte der Rekruten bildete das Infanterie-Regiment 638 der Wehrmacht, das im polnischen Deba stationiert war. Der erste Einsatz fand im Winter 1941/42 an der Ostfront noch unter der Bezeichnung 638. Infanterie-Regiment statt. Die Einheit war ein Teil der 7. Infanterie-Division, die beim Vorstoß auf Moskau beteiligt war. Bei diesen Kämpfen erlitt die Einheit unter ihrem Kommandeur, Oberst Roger Labonne schwere Verluste und wurde im Laufe der Abwehrkämpfe weit zurückgezogen und nicht mehr als Frontverband eingesetzt.

## Einsätze in der Partisanenbekämpfung in Weißrussland 1942/43

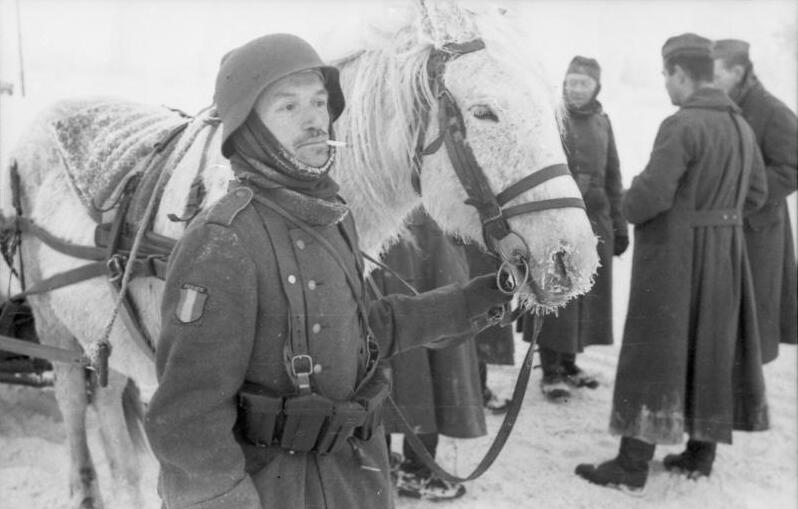
Französische Legion bei Wjasma, Sowjetunion, (November 1941)

Um die Jahreswende 1941/42 wurde das Infanterie-Regiment 638 dem Befehlshaber des rückwärtigen Heeresgebietes Mitte unterstellt, das von Max von Schenckendorff kommandiert wurde. Seit dem 15. Oktober 1942 wurde die Einheit von der Wehrmacht als verstärktes Französisches Grenadier-Regiment 638 geführt. Sechs Monate später wurde sie durch die Légion tricolore ersetzt, bis diese in der LVF aufging. Die Bataillone und Kompanien der französischen Einheit, zwischen 2.400 und 3.500 Mann, wurden auf verschiedene Stützpunkte aufgeteilt und bekämpften sowjetische Partisanen in Weißrussland. Der erste nachweisbare Einsatz von Franzosen zur aktiven Partisanenbekämpfung war das Wehrmachtunternehmen „Erika“ Ende Juli 1942. Dabei kam es zum Kampf mit einer Gruppe von 300 Partisanen. Die Franzosen nahmen 500 Zivilisten fest. Beim Unternehmen „Greif“ im August 1942, an dem 11 Bataillone teilnahmen und das zwei Wochen dauerte, „erledigten“ die Franzosen im Verbund mit zwei Polizeiregimentern 498 Personen bei insgesamt 14 eigenen Gefallenen. Es wurde ein Panzer, ein Geschütz, drei Flak sowie Minen und Sprengstoff gefunden, jedoch kein einziges Gewehr. Nach sowjetischen Angaben liegt die Zahl der Opfer bei etwa 900 getöteten unschuldigen Alten, Frauen und Kindern, mehrere Dörfer seien verbrannt und weitere 910 Menschen zur Zwangsarbeit ins Deutsche Reich verschleppt worden. Weitere Unternehmen zur Partisanenbekämpfung, an denen die französischen Einheiten beteiligt waren und die fast immer mit Massakern an der Zivilbevölkerung endeten, folgten: Unternehmen „Eule“ im September 1942, „Hasenjagd“ und „Entenjagd“ im Oktober 1942. Auch beim regulären Sicherungsdienst wurden die Franzosen zu „Pazifizierungsaktionen“ herangezogen. Beim Unternehmen Karlsbad, das von SS und Polizei im Oktober 1942 durchgeführt wurde, wurden 1051 Menschen erschossen, mehrere Dörfer verbrannt und das Vieh requiriert.

## Einsätze gegen sowjetische Truppen in Weißrussland 1943
Die französische Legion wurde verschiedenen deutschen Divisionen zugeordnet, bis sie im Juni 1943 wieder unter dem Kommando von Oberst Edgar Puaud stand. Am 25. Juni kämpften Einheiten der LVF unter dem Kommando von Major Bridoux am Bobr-Fluss 48 Stunden ununterbrochen gegen einen sowjetischen Angriff. Unterstützt von Kampfflugzeugen, 5 Tiger-Panzern und einer Waffen-SS-Einheit wehrten sie den Angriff ab. Diese Aktion wird als die erfolgreichste Operation der LVF angesehen, bei der 40 zerstörte sowjetische Panzer vor den französischen Stellungen lagen. Ein sowjetisches Kommuniqué sprach davon, dass „das Opfer zweier französischer Divisionen“ ihre Truppen gestoppt habe. Zwischen April 1942 und Januar 1943 liefen insgesamt dreizehn Franzosen mit der Waffe über. Im November 1943 lief ein von den Franzosen besetzter Stützpunkt, Garnison Wolosowitschi, kollektiv über, wohl wegen sinkender Kampfmoral.

## Stellung des Vichy-Regimes zur französischen Legion
Die Initiative erntete nur an den Rändern der Basis des Vichy-Regimes Unterstützung, bis sie durch den deutschen Botschafter in Paris Otto Abetz Unterstützung fand. Statt der erhofften 100.000 Kämpfer schrieben sich nur 12.000 ein. Das Vichy-Regime förderte die in Uniform der Wehrmacht kämpfende Einheit nicht gerade euphorisch, sondern untersagte den aktiven Offizieren der Waffenstillstandsarmee, sich hier zu engagieren. Andererseits sah Vichy darin ein nützliches Ventil für militante, extreme Kollaborateure, die ihre Enttäuschung und Wut an der Ostfront austoben sollten, statt die Regierung Pétains durch Propaganda zu diskreditieren. Man zählte 110 Bretonen unter ihnen (was effektiv 1 % entsprach, obwohl die bretonische Bevölkerung nahezu 10 % der Bevölkerung ganz Frankreichs ausmachte). Eine kürzlich veröffentlichte Studie von Kristian Hamon zeigte, dass die bretonischen Nationalisten Yves Le Négaret, Taldir Jaffrennou und Alan Heusaff der Vereinigung „Freunde der LVF“ angehörten. Auch französische Kriegsgefangene im Deutschen Reich, die lieber am Krieg gegen die Sowjetunion teilnahmen als im Deutschen Reich Zwangsarbeit zu leisten, gehörten der LVF an.

## Auflösung der französischen Legion
Die LVF kämpfte auch, bis zu ihrer Rückkehr nach Frankreich im Juni 1944, in der Ukraine gegen die Rote Armee. Am 23. Juli 1944 wurde die LVF auf Befehl Heinrich Himmlers aufgelöst. 1.200 Überlebende der LVF bildeten im September 1944 zusammen mit anderen französischen Freiwilligeneinheiten der Wehrmacht und der Waffen-SS sowie Angehörigen der Groupe franc de la garde der Milice française die Waffen-Grenadier-Brigade der SS „Charlemagne“ (französische Nr. 1).